# 村檜神社
村檜神社（村桧神社、むらひじんじゃ）は、栃木県栃木市にある神社。旧社格は郷社。下野国三宮を称する。

## 歴史
社伝によれば大化2年（646年）9月29日、熊野大神と日枝大神（大山咋神）を迎えて祀ったという。大山咋神は比叡山の神であり、これを祀ったところに近隣の小野寺山大慈寺との関係を指摘されている。この付近の小野寺、上岡、下岡、三谷、新里、古江、下津原、畳岡、駒場（現在の静の一部）、鷲巣を「小野寺十郷」と称し、その総鎮守として創建したものであると伝えている。
大同2年（807年）、合祀した皆川村小野口の八幡宮の祭神・誉田別命を主祭神として迎えた。また、清和天皇の代（858年 - 876年）に皆川村八幡沢に勧請した八幡大神を、光孝天皇の代（884年 - 887年）、その地が不浄であるとして村檜神社に合祀した。
天慶2年（939年）、平将門を討伐する藤原秀郷がここで戦勝を祈願したと伝える。また社の創建自体を秀郷によるものとする説もあり、河野守弘の『下野国誌』では、唐沢山城主となった秀郷が、鬼門にあたり1里ほど離れている地に、城中の鎮護のために村檜神社を創建したとしている。これを「再建」とする文献もある。
中世以降、下野小野寺氏や唐沢山城主佐野氏からも信仰を得た。江戸時代には栃木宿が置かれた栃木町の商人からも帰依された。社殿の前には、享保11年12月（1726年12月ないし翌年1月）に「𣜜木上町」（現・栃木市万町）の麻問屋・野口家が奉納した織部燈籠一対がある。
明治5年（1872年）に郷社に列せられた。

## 文化財

### 重要文化財（国指定）
- 本殿

天文2年（1533年）に建てられたもの。記録によっては、応永21年（1414年）に一部改築、天文2年に佐野城主・佐野豊綱による大改築があったとしている。この建立ないしは大改築のとき、大工を務めた左甚五郎が埋め込んだと伝えられる瓜の彫刻が、社殿南西の側柱上部に残っている。
三間社春日造、屋根は檜皮葺きである。拝殿と本殿の区別はない。正面のひさしを支える柱上の斗組に、室町時代中期・後期の他の社殿にはない独特の特徴が見られると評され、これが文化財指定の鍵となっている。
1908年（明治41年）8月1日、当時の古社寺保存法に基づき特別保護建造物（文化財保護法下の重要文化財に相当）に指定。

### 栃木市指定天然記念物
- 社叢

1972年（昭和47年）4月1日、岩舟町の天然記念物に指定。2014年（平成26年）4月5日の編入合併で栃木市に受け継がれた。

## 境内

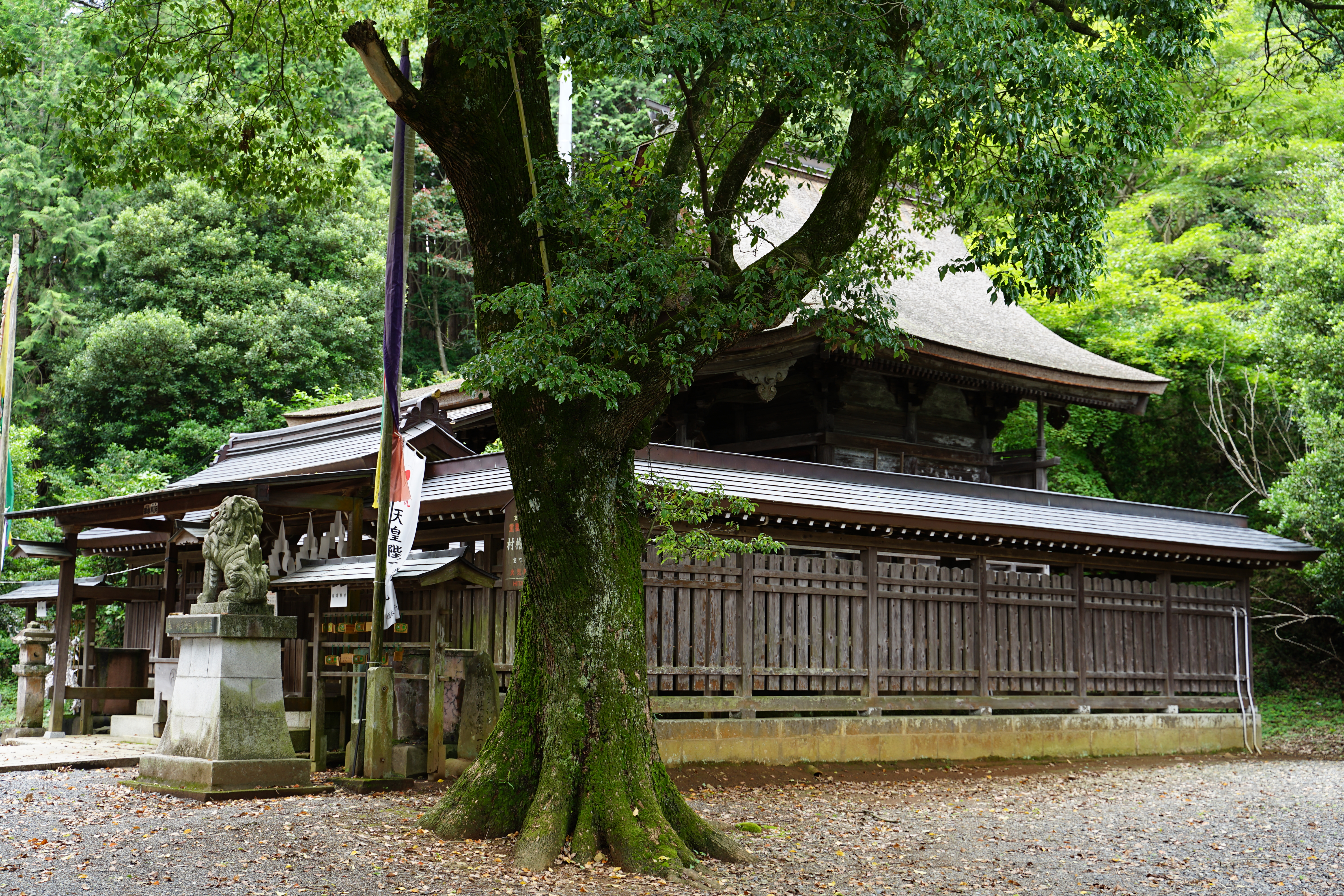
本殿
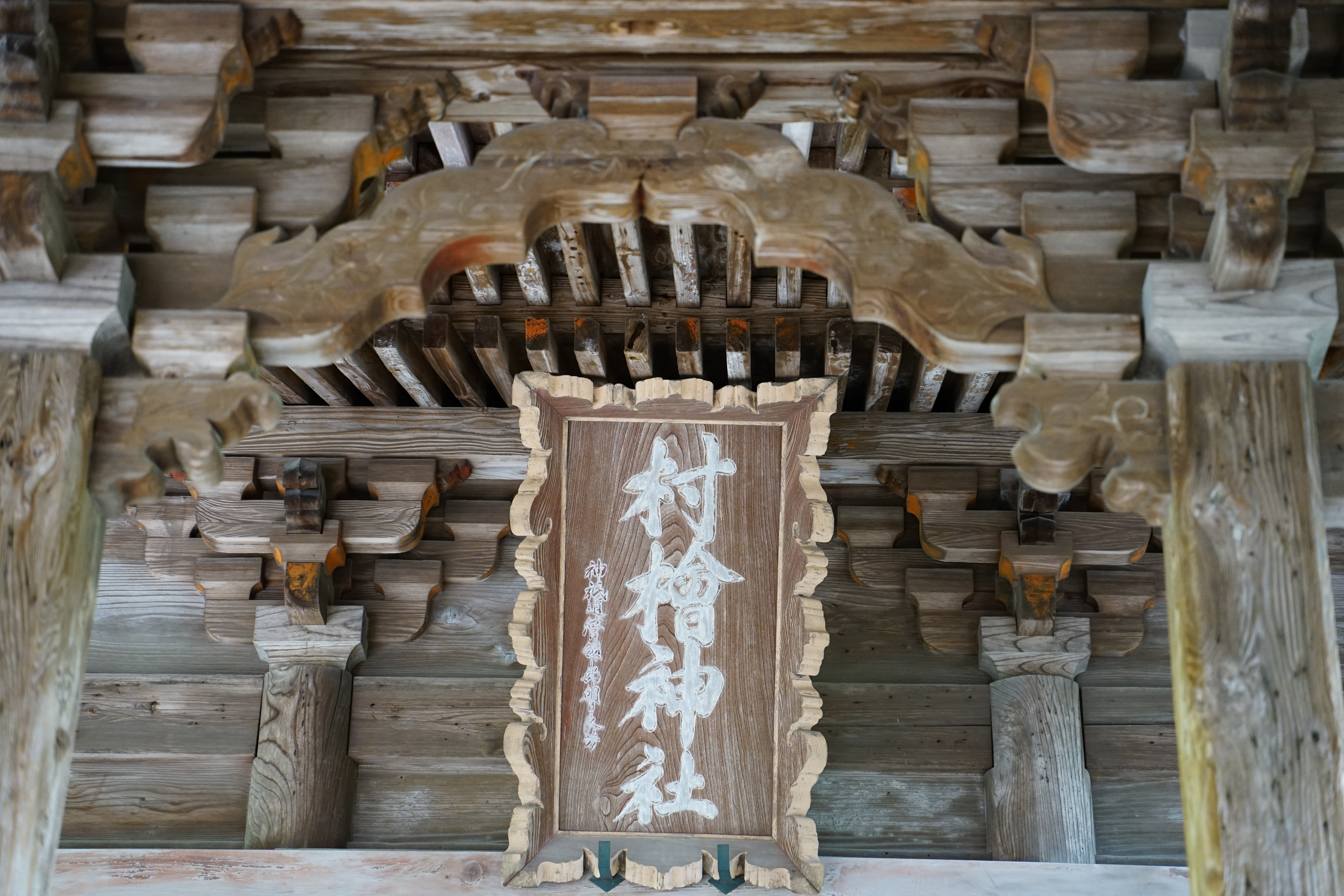
拝殿の扁額
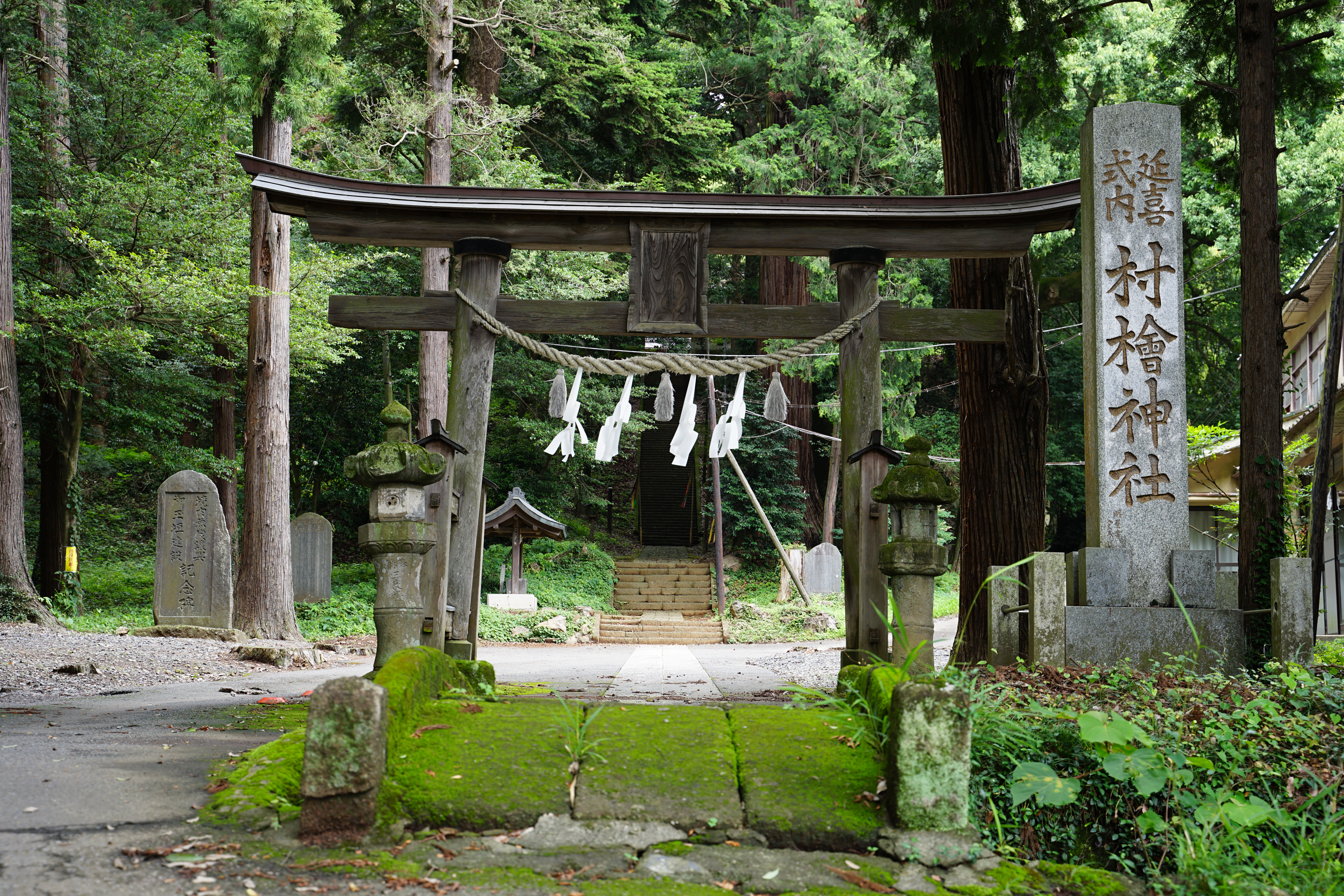
鳥居
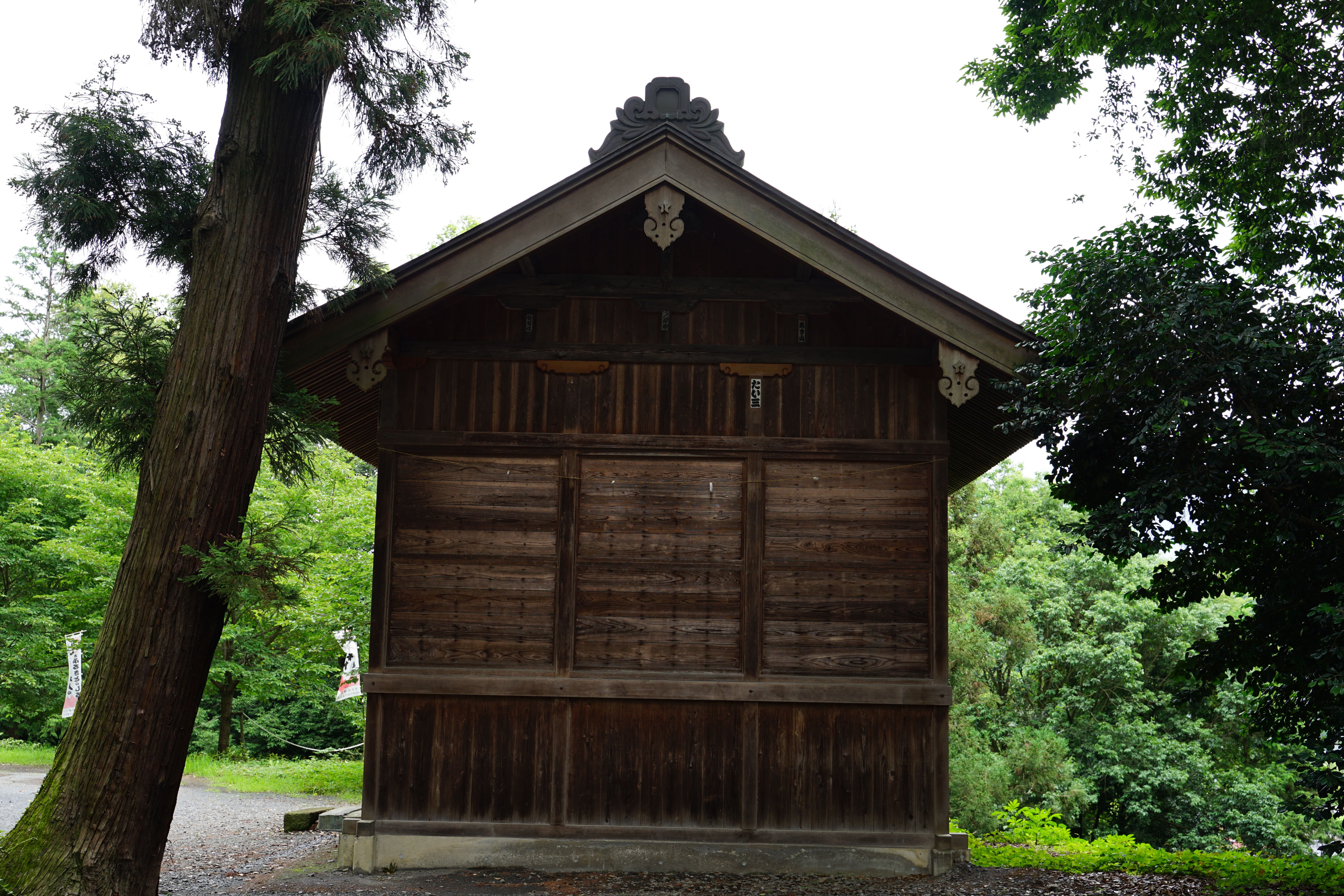
神楽殿
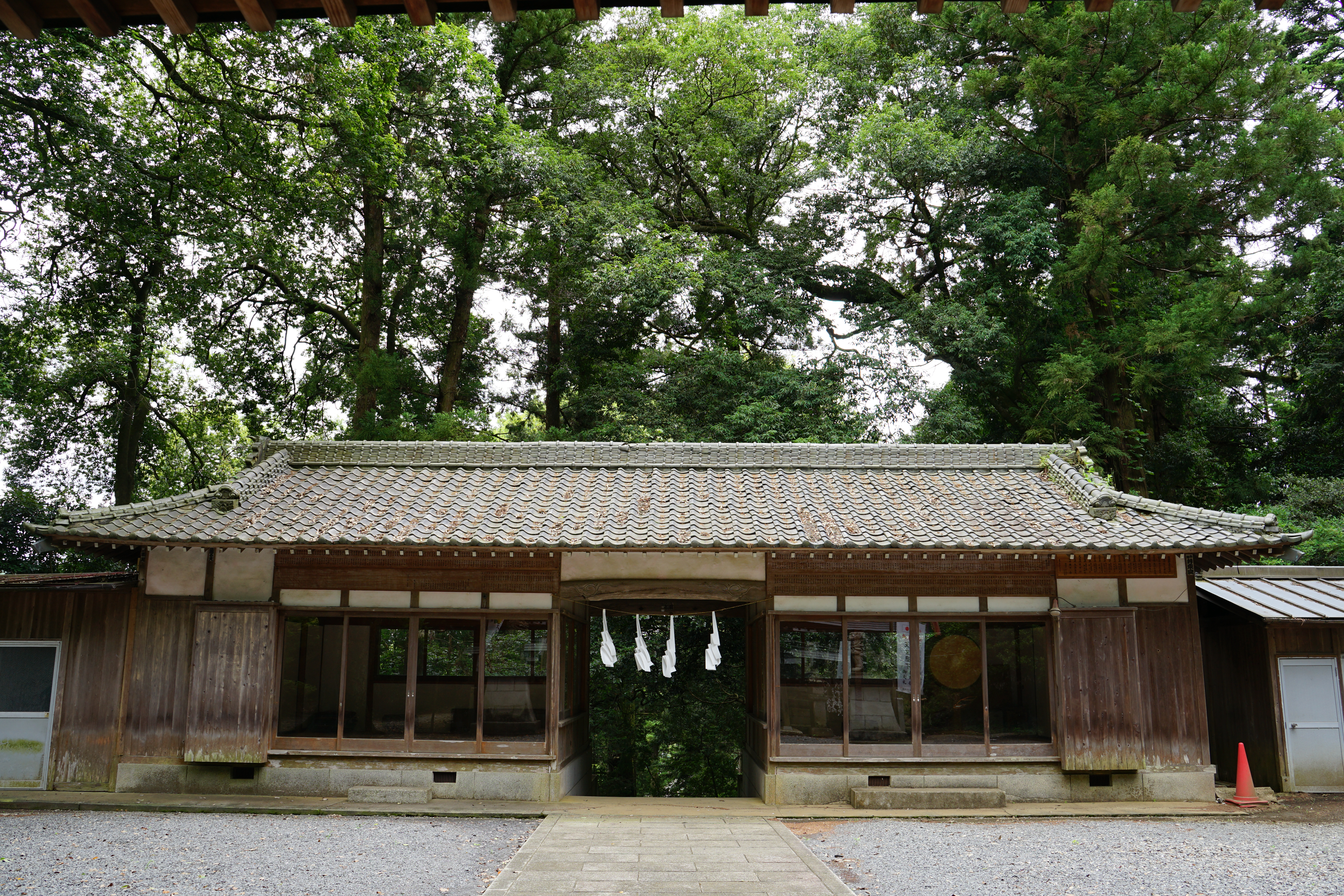
神門
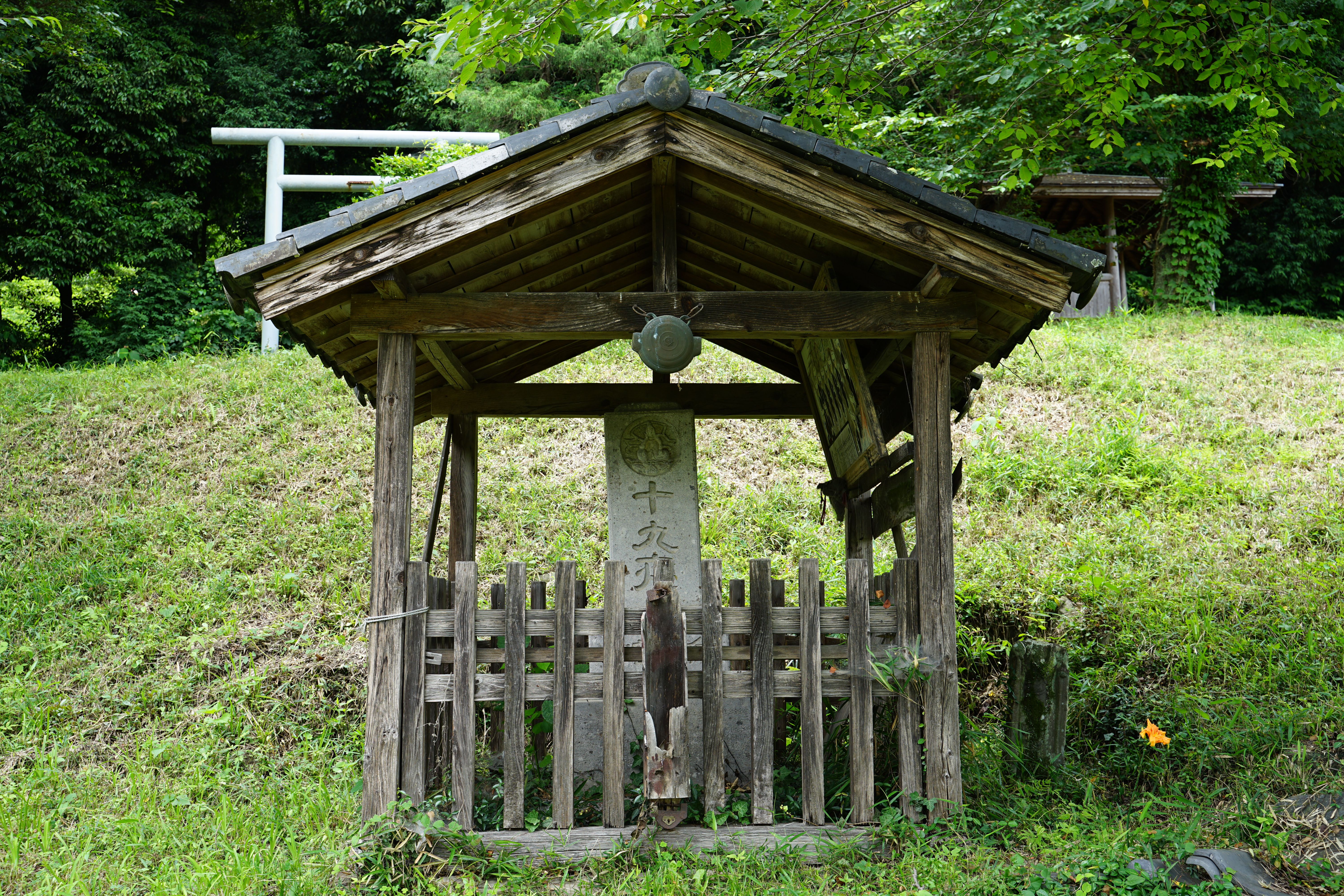
十九夜塔

## 境内社
境内社11社の内、8社を西宮神社の末社殿に合祀。織姫神社は焼失、厳島神社は倒壊し、再建されていない。

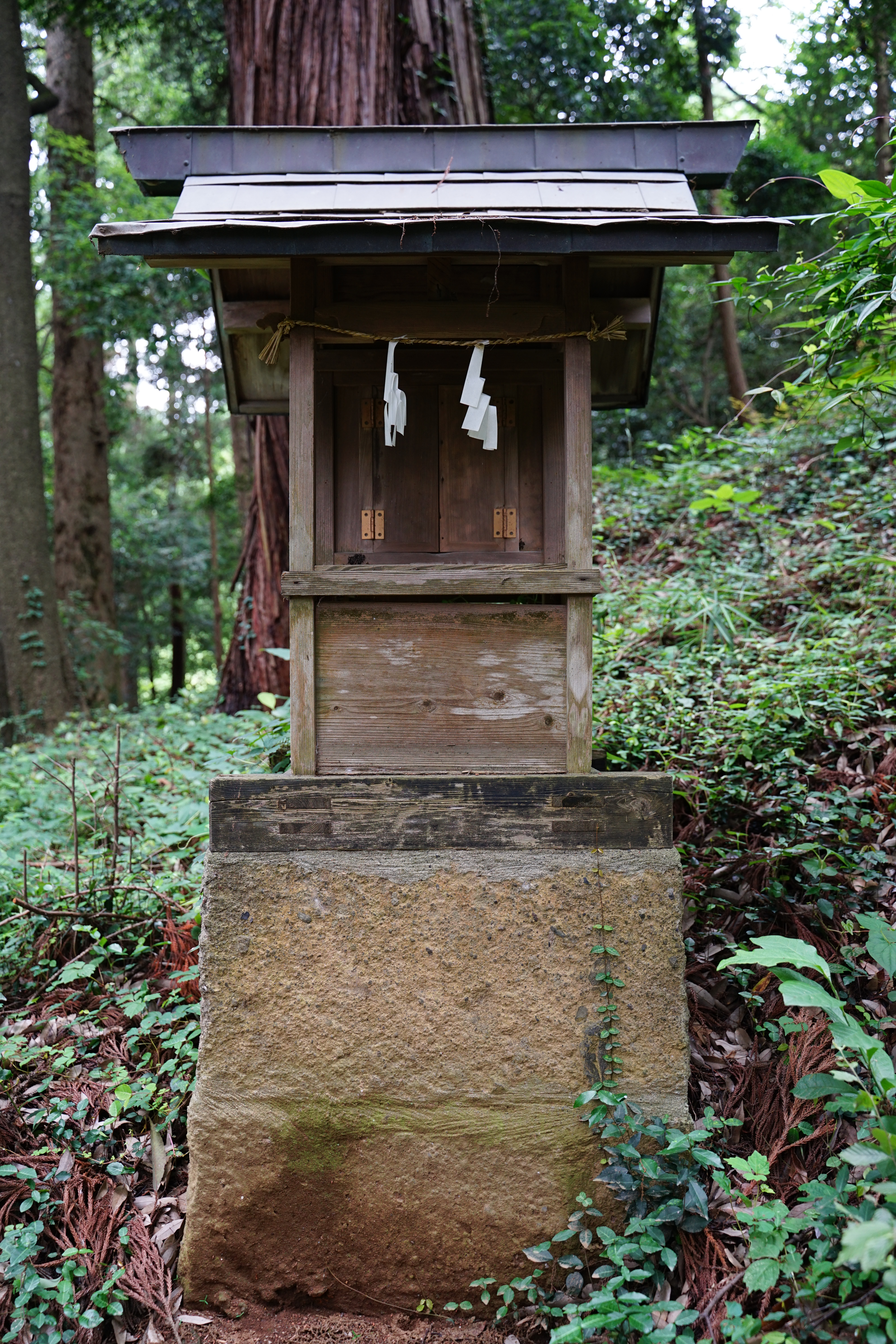
西宮神社
- 住吉神社
- 雷電神社・愛宕神社

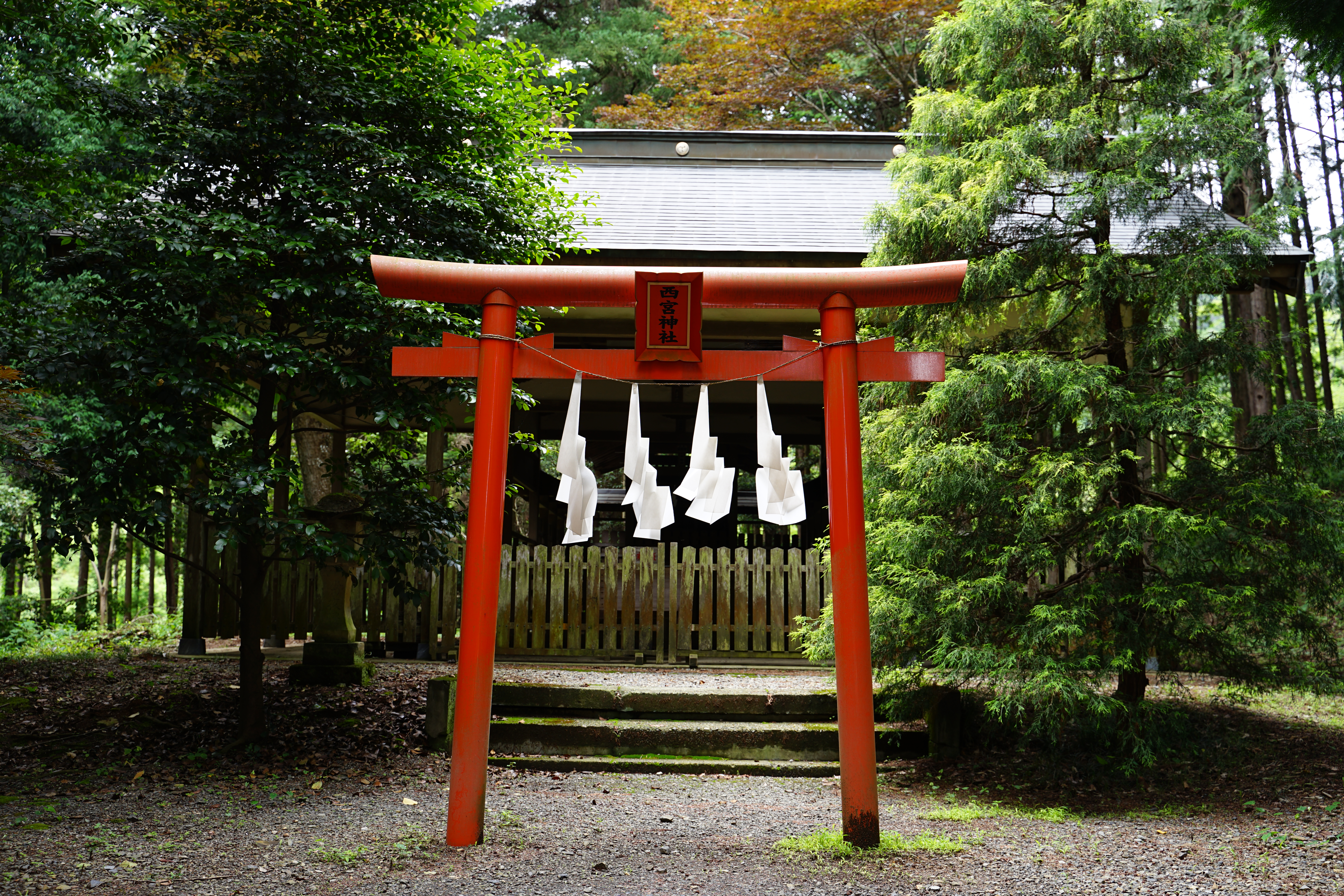
西宮神社 鳥居
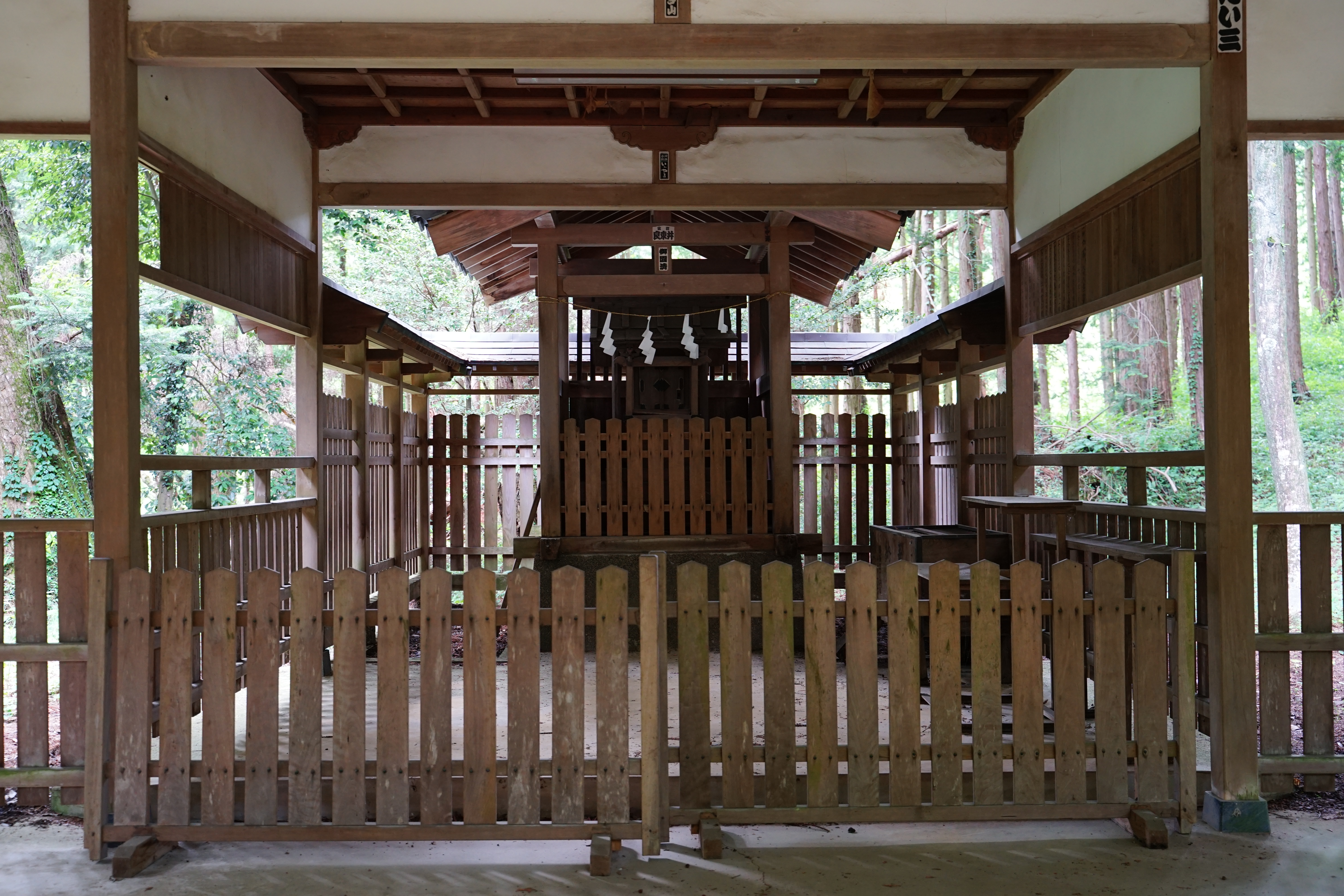
西宮神社 社殿
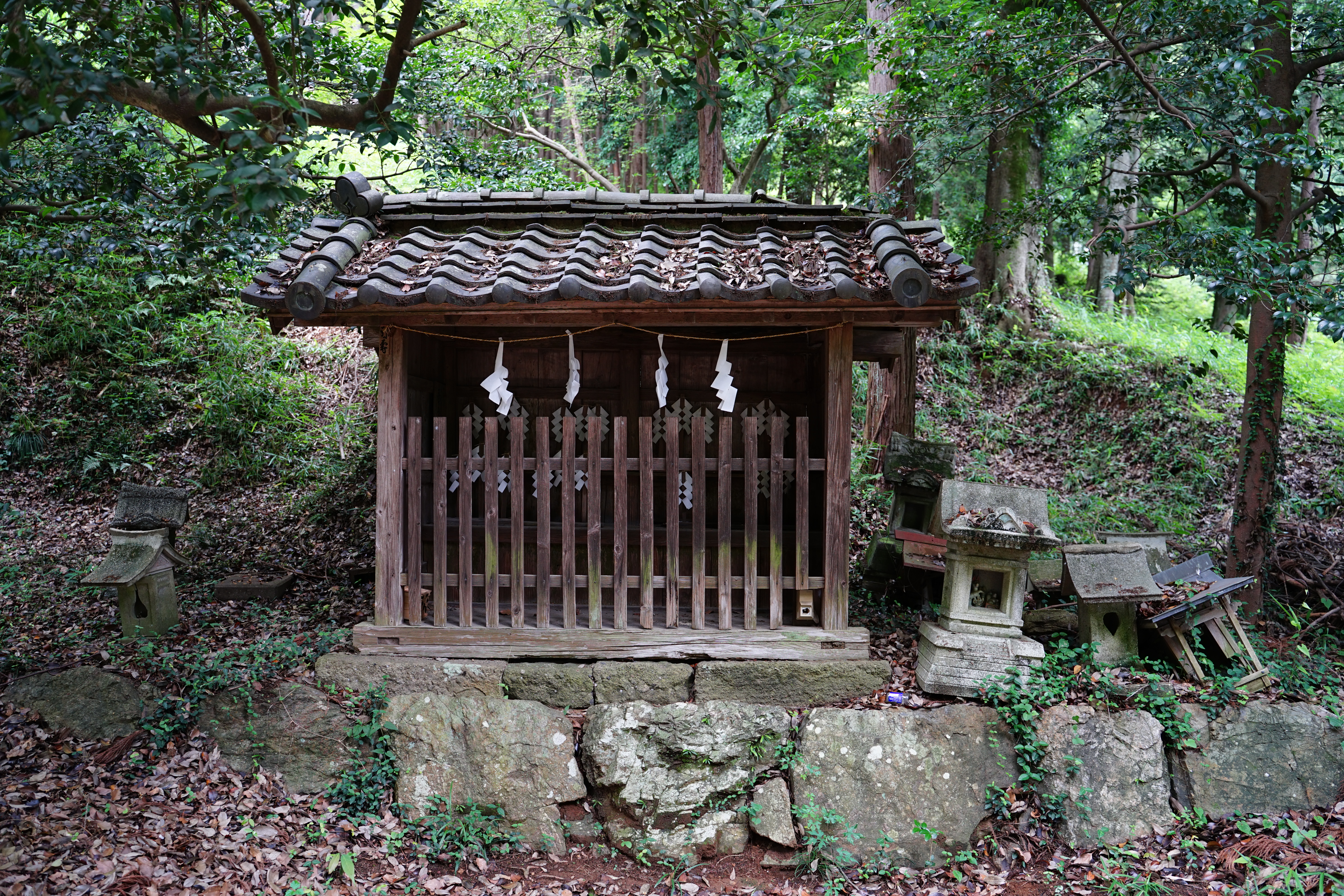
西宮神社 末社
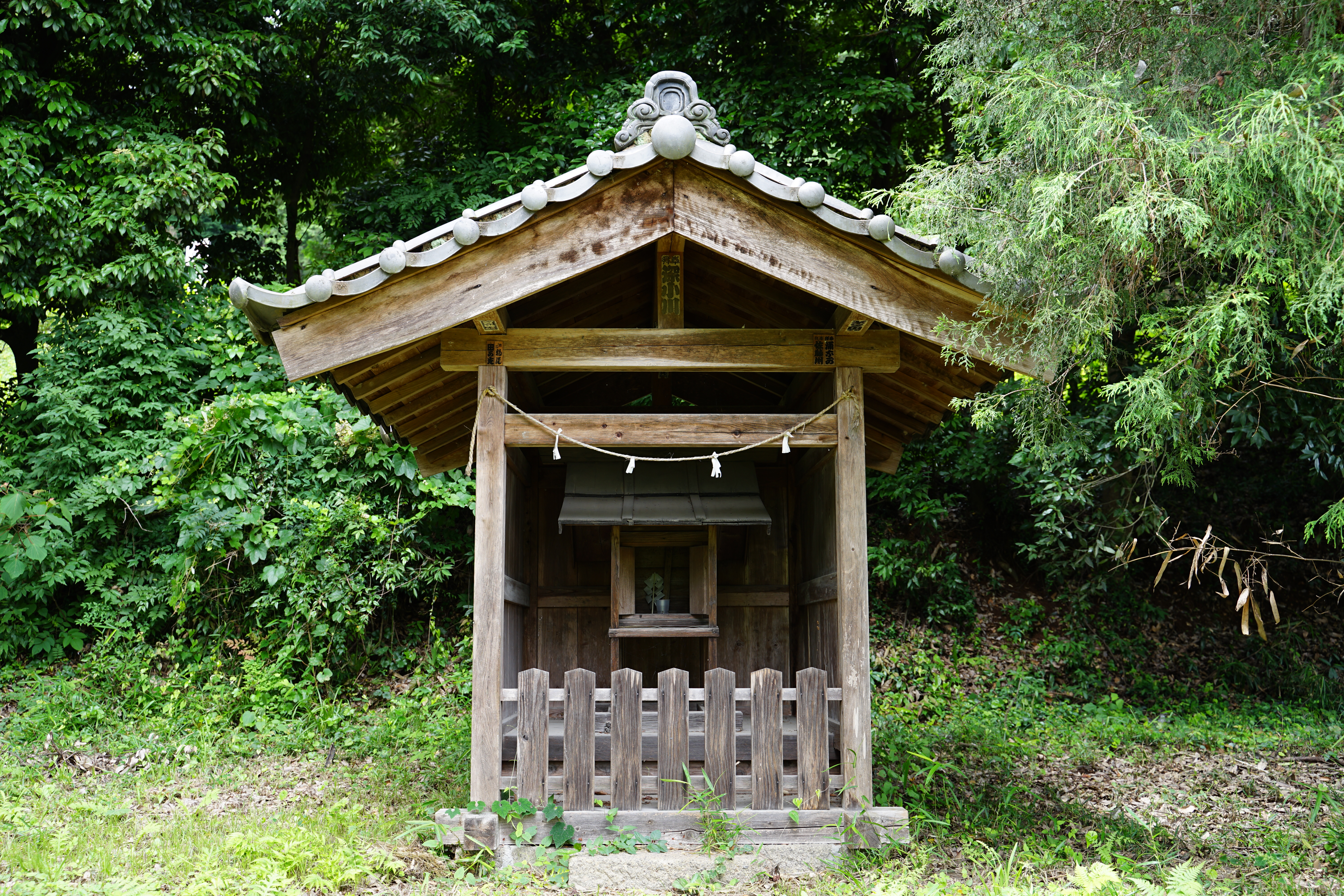
雷電神社・愛宕神社

- 住吉神社

## アクセス
- JR両毛線・岩舟駅から車で15分
- 東北自動車道・佐野藤岡I.C.から車で約25分
- JR両毛線 / 東武日光線・栃木駅から 栃木市営ふれあいバス皆川樋ノ口線「遊楽々館」行き40分
  - バス停「村檜神社入口」下車 徒歩5分（本数少ない）
  - バス停「江田クリニック前」下車 徒歩20分